# Emily Wagner
Emily Wagner (New York) is een Amerikaanse actrice, kunstenares en scenarioschrijfster.
Wagner is het meest bekend van haar rol als ambulanceverpleegkundige Doris Pickman in de televisieserie ER, waar zij in 168 afleveringen speelde.

## Biografie
Wagner werd geboren in de borough Upper East Side van New York. Zij behaalde een bachelor of fine arts in kunstgeschiedenis en schone kunsten aan het Vassar College in Poughkeepsie.
Na haar studie verhuisde ze naar Los Angeles voor haar acteercarrière, daar begon zij naast actrice ook als kunstenares. Zij schildert voornamelijk kunstschilderijen en textiel die zij regelmatig tentoonstelt, zowel nationaal als internationaal. Ook is zij een diskjockey, haar genre is funk, soul en disco uit de jaren 70 en 80.
Wagner heeft een dochter (2006) en is een nicht van Mark Rydell.

## Filmografie

### Films
- 1995: Se7en – als rechercheur in appartement van John Doe
- 2001: Amy's Orgasm – als opgesmukte vrouw
- 2002: Looking for Jimmy – als V.
- 2004: The Talent Given Us – als Emily
- 2006: Stick It – als rechter
- 2007: Mr. Woodcock – als opgewekte vrouw
- 2008: Chronic Town – als Eleanor
- 2010: Due Date – als stewardess
- 2012: 2 Days in New York – als Susan
- 2014: Walk of Shame - als blooper-aankondigster

### Televisieseries
Uitgezonderd eenmalige gastrollen.
- 1994-2009: ER– als ambulanceverpleegkundige Doris Pickman – 168 afl.
- 2001: Jack & Jill – als ticketverkoopster – 2 afl.
- 2021: On the Verge - als Joan - 3 afl.

### Scenarioschrijfster
- 1995: Blah Blah Blah - korte film
- 2002: Looking for Jimmy - film